# 吉野正芳
吉野正芳（1948年8月8日—），日本政治家、企業家、慈善家，出身於福島縣磐城市，為自由民主黨的眾議院議員議員（6次當選）。現任復興大臣（第7代）。在自民黨內屬於細田派（清和政策研究會）。
先後就讀於福島縣立磐城高等學校、早稻田大學商學部。大學畢業后進入自家家業的吉野木材株式会社工作。1987年首次當選福島縣議會議員議員，之後連續三次當選。
2000年第42屆日本眾議院議員總選舉獲得自由民主黨的公認，在福島5區並首次成功當選。2005年被任命為第3次小泉改造內閣的文部科学大臣政務官。2008年被任命為福田康夫内閣改造内閣的環境副大臣。
2011年3月11日的東日本大地震，吉野的自宅損壞嚴重，選舉事務所完全損壞。同年4月29日，吉野在眾議院預算委員會主張：福島第一核電站事故的第一道義責任不在東京電力，而應由國家承擔。
2016年9月，就任眾議院東日本大震災復興委員長。
2017年4月26日，因復興大臣今村雅弘失言遭安倍晉三首相罷免，吉野被任命為繼任的復興大臣。

## 外部連結
- 官方網站 （页面存档备份，存于）

| 議會席位                  | 議會席位                                        | 議會席位                  |
| ------------------------- | ----------------------------------------------- | ------------------------- |
| 前任： 今村雅弘           | 眾議院東日本大震災復興特別委員長 第8代：2016年— | 繼任： 現職               |
| 前任： 森英介             | 眾議院原子力問題調査特別委員長 2014年—2016年    | 繼任： 三原朝彥           |
| 前任： 横光克彥           | 眾議院環境委員長 2012年—2013年                  | 繼任： 伊藤信太郎         |
| 官衔                      |                                                 |                           |
| 前任： 今村雅弘           | 復興大臣 第7代：2017年—2018年                   | 繼任： 渡邊博道           |
| 前任： 櫻井郁三           | 環境副大臣 2008年—2009年                        | 繼任： 田島一成           |
| 前任： 小泉顯雄、下村博文 | 文部科學大臣政務官 與有村治子一起 2005年—2006年 | 繼任： 水落敏榮、小淵優子 |